# كونداليزا رايز
كونداليزا «كوندي» رايس (بالإنجليزية: Condoleezza Rice) من مواليد 14 نوفمبر 1954، هي عالمة سياسية ودبلوماسية أمريكية من أصول أفريقية. وقد شغلت منصب وزير الخارجية بالفترة من 26 يناير 2005 إلى 20 يناير 2009، وكان قبلها بالمنصب كولن باول الذي قدم استقالته ولم يشارك بحكومة الفترة الرئاسية الثانية للرئيس جورج دبليو بوش، وكانت رايس ثاني من تولى المنصب من الأمريكيين الأفارقة (بعد كولن باول) وثاني امرأة في المنصب (بعد مادلين أولبرايت). وكانت قبل توليها وزارة الخارجية تعمل كمستشارة للأمن القومي في فترة الرئيس بوش الأولى بين عامي 2001 – 2005، وهي أول امرأة تتولى المنصب.
ولدت في مدينة برمنغهام في ولاية ألاباما، وعانت في فترة طفولتها في زمن الفصل العنصري. انتقلت أسرتها إلى مدينة دنفر في ولاية كولورادو في عام 1967، وحصلت على درجة البكالوريوس في العلوم السياسية من جامعة دنفر، وبعد ذلك حصلت على الماجستير من جامعة نوتر دام وحصلت على الدكتوراه من كلية العلاقات الدولية في جامعة دنفر. عملت في وزارة الخارجية زمن إدارة جيمي كارتر ثم سعت نحو الزمالة الأكاديمية في جامعة ستانفورد، حيث عملت لاحقا كمديرة من 1993 إلى 1999. في 17 ديسمبر 2000، تركت منصبها وانضمت إلى إدارة بوش في مجلس الأمن القومي كمستشارة الشؤون السوفياتية وأوروبا الشرقية للرئيس جورج بوش الأب خلال تفكك الاتحاد السوفياتي وإعادة توحيد ألمانيا.
وعقب تعيينها وزيرة للخارجية، كانت رايس رائدة في السياسة الدبلوماسية التحويلية الموجهة نحو توسيع عدد الحكومات الديمقراطية المسؤولة في العالم وخاصة في الشرق الأوسط الكبير. وقد واجهت تلك السياسة تحديات مع اقتراب حركة حماس من الأغلبية الشعبية في الانتخابات الفلسطينية، كما حافظت البلدان ذات النفوذ، بما في ذلك السعودية ومصر، على أنظمة سلطوية بدعم من الولايات المتحدة. وسجلت لها رحلات سياسية بالأميال تفوق أي وزير خارجية آخر. وأثناء توليها منصبها، ترأست مجلس إدارة مؤسسة تحدي الألفية.
عادت رايس في مارس 2009، إلى جامعة ستانفورد كأستاذة في العلوم السياسية وزميلة في مؤسسة هوفر. أصبحت في سبتمبر 2010 عضوة في هيئة التدريس في كلية الدراسات العليا للأعمال في ستانفورد ومديرة مركزها العالمي للأعمال والاقتصاد. وهي حاليا في مجلس إدارة دروبوكس وشركة ماكينا كابيتال ماناجيمنت.

## نشأتها
وُلدت رايس في مدينة برمنغهام بولاية ألاباما، وهي الطفلة الوحيدة لأنجلينا («راي» قبل الزواج) وهي مدرسة علوم وموسيقى وخطابة في المدرسة الثانوية، وجون ويسلي رايس جونيور، مستشار التوجيه في المدرسة الثانوية، وكاهن مشيخي، وعميد الطلاب في كلية ستيلمان، وهي كلية للسود تاريخيًا، في توسكالوسا، ألاباما. كونداليزا، اسمها، مشتق من مصطلح موسيقي كون دولتشيزا الذي يعني «بحلاوة». رايس ذات أصول تعود للجنوب الأمريكي إلى فترة ما قبل الحرب الأهلية، وعمل بعض أسلافها كمزارعين بالعمولة لفترة من الزمن إلى حين إعلان تحرير العبيد. اكتشفت رايس في سلسلة فايندنج يور روتس لبي بي إس أن أصولها 51% أفريقية، 40% أوروبية و9% آسيوية أو أمريكية أصلية جينيًا، ويعود الـDNA الميتوكوندري إلى شعب تيكار في الكاميرون. كتبت في كتابها من عام 2017 الديمقراطية: قصص من درب السعي إلى الحرية الطويل:  «جدتي الكبرى من جهة أمي، زينة، أنجبت خمسة أطفال من مالكي عبيد مختلفين» و «جدتي الكبرى من جهة أبي، جوليا هيد، حملت اسم أحد مالكي العبيد وكان يفضلها لدرجة أنه علمها القراءة». ترعرعت رايس في حي تيتوسفيل في برمنغهام، ثم توسكالوسا، ألاباما وذلك في وقت فُصل به الجنوب عنصريًا بناءً على الأعراق. عاشت أسرة رايس في حرم كلية ستيلمان.

### التعليم المبكر
بدأت رايس بتعلم اللغة الفرنسية والموسيقى والتزلج على الجليد والباليه في سن الثالثة من العمر. في سن الخامسة عشرة، بدأت دروس العزف على البيانو بهدف أن تصبح عازفة بيانو. بالرغم من أن رايس لم تصبح في نهاية المطاف عازفة بيانو محترفة، إلا أنها تتمرن أحيانًا وتعزف مع مجموعة موسيقى الحجرة. عزفت إلى جانب يو يو ما عازف التشيلو، خلال عزف مقطوعة كمان في دي الصغرى ليوهانس برامس في القاعة الدستورية في أبريل 2002 في حفل تقديم جائزة الميدالية الوطنية للفنون.

### التعليم الثانوي والجامعي
انتقلت العائلة في عام 1967 إلى دنفر، كولورادو. التحقت كونداليزا بأكاديمية سانت ماري، وهي مدرسة ثانوية كاثوليكية للبنات في قرية تشيري هيلز، كولورادو، وتخرجت في سن السادسة عشر عام 1971. ارتادت رايس جامعة دنفر، حيث كان والدها يعمل آنذاك كمساعد عميد.
تخصصت رايس بالموسيقا بدايةً، وذهبت بعد عامها الدراسي الثاني إلى مدرسة ومهرجان آسبن للموسيقا. هناك، قالت لاحقًا، أنها التقت بطلاب يتمتعون بموهبة أعظم من موهبتها مما جعلها تشكك في مستقبلها المهني كعازفة بيانو وبدأت تفكر في تخصص آخر. حضرت دورة في السياسة الدولية والتي كان يدرسها جوزيف كوربيل آنذاك، والتي أثارت اهتمامها بالاتحاد السوفييتي والعلاقات الدولية. وصفت رايس كوربيل فيما بعد (وهو والد مادلين أولبرايت، التي ستصبح فيما بعد وزيرة الخارجية الأمريكية)، بأنه كان بمثابة شخصية مركزية في حياتها.
في عام 1974، وعندما كانت رايس في سن التاسعة عشر، انضمت رايس إلى أخوية فاي بيتا كابا ونالت درجة البكالوريوس في العلوم السياسية من جامعة دنفر بدرجة امتياز. خلال ارتيادها جامعة دنفر، كانت عضوًا في ألفا كاي أوميغا، فصل غاما دلتا. نالت درجة ماجستير في العلوم السياسية من جامعة نوتر دام عام 1975. عملت لأول مرة في وزارة الخارجية عام 1977، وذلك في فترة رئاسة جيمي كارتر، كمتدربة في مكتب الشؤون التعليمية والثقافية. وكانت أيضًا تدرس اللغة الروسية في جامعة موسكو الحكومية في صيف 1979، وتتدرب في مؤسسة راند في سانتا مونيكا، كاليفورنيا. في عام 1981، وعندما كانت في سن السادسة والعشرين، نالت رايس درجة الدكتوراه. في العلوم السياسية من كلية جوزيف كوربل للدراسات الدولية بجامعة دنفر. تركزت أطروحتها على السياسة العسكرية والسياسة في ما كان آنذاك دولة تشيكوسلوفاكيا الشيوعية.

### وجهات نظرها السياسية المبكرة
كان انتماء رايس السياسي للحزب الديمقراطي حتى عام 1982، وذلك عندما غيرت انتمائها إلى الحزب الجمهوري، ويعود ذلك جزئيًا إلى اختلافها في السياسة الخارجية مع الرئيس الديمقراطي جيمي كارتر وتأثرًا بوالدها الذي كان جمهوريًا. وبحسب ما صرحت في المؤتمر الوطني الجمهوري عام 2000: «انضم والدي إلى حزبنا لأن الديمقراطيين في ألاباما الخاضعة تحت قوانين جيم كرو عام 1952 لن يسجلوه للتصويت. في حين قام الجمهوريون بذلك»

## عملها كمستشارة الأمن القومي الأمريكي (2001-2005)

### الإرهاب
خلال صيف 2001، التقت رايس مع مدير وكالة المخابرات المركزية جورج تينيت لمناقشة احتمالات الهجمات الإرهابية على أهداف أمريكية ومنعها. في 10 يوليو عام 2001، التقت رايس مع تينيت فيما تمت الإشارة إليه بـ«اجتماع طارئ» الذي عُقد في البيت الأبيض بناء على طلب تينيت لاطلاع رايس وطاقم مجلس الأمن القومي على التهديد المحتمل لهجوم وشيك لتنظيم القاعدة الإرهابي. ردت رايس بالطلب من تينيت بأن يقدم عرضًا حول المسألة إلى الوزير دونالد رامسفيلد والنائب العام جون أشكروفت.
وصفت رايس يوم 6 أغسطس 2001، الذي كان يوم التقرير اليومي الموجز للرئيس الذي نوقش فيه تصميم بن لا دن على شن هجمات على الولايات المتحدة الأمريكية بأنه يوم غني بالمعلومات التاريخية. أشارت رايس إلى أنها كانت معلومات تستند إلى تقارير قديمة. اقترح شون ويلنتز من مجلة صالون أن بّي دي بي تتضمن معلومات حديثة وحالية مستندة إلى التحقيقات المستمرة، بما في ذلك أن بن لادن أراد جعل أمريكا ساحة قتال. في 11 سبتمبر 2001، كان من المقرر أن تحدد رايس سياسة جديدة للأمن القومي تتضمن الدفاع الصاروخي كحجر زاوية في الحد من أخطار الإرهاب عديم الجنسية.
عندما سُئلت في عام 2006 عن اجتماع يوليو 2001، أكدت رايس أنها لا تتذكر ذاك الاجتماع بدقة، وعلقت على أنها التقت بتينيت مرارًا في ذلك الصيف للنقاش حول التهديدات الإرهابية. علاوةً على ذلك، ذكرت أنه من «غير المفهوم» بالنسبة لها الزعم بأنها تجاهلت التهديدات الإرهابية قبل شهرين من هجمات 11 سبتمبر.

## وصلات خارجية
- كونداليزا رايز على موقع IMDb (الإنجليزية)
- كونداليزا رايز على موقع الموسوعة البريطانية (الإنجليزية)
- كونداليزا رايز على موقع مونزينجر (الألمانية)
- كونداليزا رايز على موقع إن إن دي بي (الإنجليزية)
- كونداليزا رايز على موقع ديسكوغز (الإنجليزية)
- كونداليزا رايز على موقع قاعدة بيانات الفيلم (الإنجليزية)

| سبقه كولن باول | وزيرة خارجية الولايات المتحدة 2005-2009 | تبعه هيلاري كلينتون |